# نگزناشن
نگزناشن (به لاتین: Nieznaszyn) یک روستا در لهستان است که در گمینا چیسک واقع شده‌است. نگزناشن ۲۲۵ نفر جمعیت دارد.